# Rainer Ohlhauser
Rainer Ohlhauser (* 6. ledna 1941, Neckargemünd) je bývalý německý fotbalista, útočník. Byl nejlepším střelcem Německého fotbalového poháru 1965/1966. Po skončení aktivní kariéry působil jako trenér.

## Fotbalová kariéra
Začínal v SV Sandhausen. V německé bundeslize hrál za
FC Bayern Mnichov, se kterým vyhrál v roce 1969 bundesligu a třikrát německý pohár. Dále hrál švýcarskou ligu za Grasshopper Club Zürich, se kterým získal v roce 1971 mistrovský titul. Kariéru končil jako hrající trenér v FC Winterthur, FC Emmenbrücke a VfB Friedrichshafen. V Poháru mistrů evropských zemí nastoupil ve 6 utkáních a dal 1 gól, v Poháru vítězů pohárů nastoupil v 16 utkáních a dal 4 góly, ve Veletržním poháru nastoupil v 6 utkáních a dal 1 gól a v Poháru UEFA nastoupil v 9 utkáních. S Bayernem vyhrál v roce 1967 Pohár vítězů pohárů. Za západoněmeckou reprezentaci nastoupil v roce 1968 v přátelském utkání v Chile.

## Ligová bilance
| Ročník                                    | Zápasy | Góly | Klub                    |
| ----------------------------------------- | ------ | ---- | ----------------------- |
| Fußball-Oberliga Süd 1961/1962            | 26     | 23   | FC Bayern Mnichov       |
| Fußball-Oberliga Süd 1962/1963            | 29     | 24   | FC Bayern Mnichov       |
| 2. německá fotbalová Bundesliga 1963/1964 | 35     | 33   | FC Bayern Mnichov       |
| 2. německá fotbalová Bundesliga 1964/1965 | 36     | 42   | FC Bayern Mnichov       |
| Německá fotbalová Bundesliga 1965/1966    | 29     | 13   | FC Bayern Mnichov       |
| Německá fotbalová Bundesliga 1966/1967    | 31     | 12   | FC Bayern Mnichov       |
| Německá fotbalová Bundesliga 1967/1968    | 32     | 19   | FC Bayern Mnichov       |
| Německá fotbalová Bundesliga 1968/1969    | 34     | 10   | FC Bayern Mnichov       |
| Německá fotbalová Bundesliga 1969/1970    | 34     | 10   | FC Bayern Mnichov       |
| Švýcarská Super League‎ 1970/1971          | 26     | 9    | Grasshopper Club Zürich |
| Švýcarská Super League‎ 1971/1972          | 26     | 6    | Grasshopper Club Zürich |
| Švýcarská Super League‎ 1972/1973          | 25     | 5    | Grasshopper Club Zürich |
| Švýcarská Super League‎ 1973/1974          | 22     | 1    | Grasshopper Club Zürich |
| Švýcarská Super League‎ 1974/1975          | 25     | 4    | Grasshopper Club Zürich |
| Švýcarská Super League‎ 1975/1976          | 2      | 0    | FC Winterthur           |
| CELKEM Německá fotbalová Bundesliga       | 160    | 64   |                         |
| CELKEM Švýcarská Super League‎             | 127    | 26   |                         |